# Glee: The Music, Volume 5
Glee: The Music, Volume 5 är ett soundtrack från den amerikanska television serien Glee. Albumet innehåller låtar från den andra halvan av säsong två.

## Tracklista
| Nr  | Titel                                                   | Längd |
| --- | ------------------------------------------------------- | ----- |
| 1.  | Thriller / Heads Will Roll                              | 3:36  |
| 2.  | Need You Now                                            | 3:37  |
| 3.  | She's Not There                                         | 2:28  |
| 4.  | Fat Bottomed Girls                                      | 4:12  |
| 5.  | P.Y.T. (Pretty Young Thing)                             | 3:56  |
| 6.  | Firework                                                | 3:47  |
| 7.  | Baby                                                    | 3:35  |
| 8.  | Somebody to Love                                        | 3:10  |
| 9.  | Take Me or Leave Me                                     | 3:11  |
| 10. | Sing                                                    | 4:03  |
| 11. | Don't You Want Me                                       | 3:33  |
| 12. | Do You Wanna Touch Me (Oh Yeah) (feat. Gwyneth Paltrow) | 3:36  |
| 13. | Kiss (feat. Gwyneth Paltrow)                            | 3:37  |
| 14. | Landslide (feat. Gwyneth Paltrow)                       | 3:46  |
| 15. | Get It Right                                            | 3:47  |
| 16. | Loser Like Me                                           | 3:19  |